# Buitenkamp Zillerthal- Erdmansdorf
Buitenkamp Zillerthal- Erdmansdorf, Duits:(FAL) Frauen Außenlager Zillerthal- Erdmansdorf  was een subkamp van het in Neder-Silezië gesitueerde concentratiekamp Groß-Rosen.

## Het kamp
Het kamp werd opgericht in juni 1944 in de plaats Zillerthal- Erdmansdorf, tegenwoordig Mysłakowice in Polen, met bij de start circa 500 vrouwelijke gevangenen, voornamelijk Joden  uit het doorgangskamp in Sosnowiec. De volgende transporten bestonden voornamelijk uit Joodse Hongaarse vrouwen die uit Auschwitz waren overgeplaatst. 
Er werd hoofdzakelijk dwangarbeid verricht voor de Erdmannsdorfer AG Spinnerei Weberei (productie van linnen).

## Sluiting van het kamp
Het kamp werd gebruikt tot 17 februari 1945: toen werden de vrouwen in twee groepen geëvacueerd. Een groep werd doorverwezen naar buitenkamp Gablonz, de andere groep ging naar de stad Morchenstern (Smržovka Tsjechië), waar een nieuw kamp werd gesitueerd voor de vrouwen.